# Goes pulcher
Goes pulcher är en skalbaggsart som först beskrevs av Samuel Stehman Haldeman 1847.  Goes pulcher ingår i släktet Goes och familjen långhorningar. Inga underarter finns listade i Catalogue of Life.